# Rinteln
Rinteln est une ville allemande dans l'arrondissement de Schaumbourg en Basse-Saxe. Elle est située dans la région du Weserbergland sur la Weser en amont de la Porta Westfalica.

## Géographie

### Quartiers
| - Ahe - Deckbergen - Engern - Exten - Friedrichswald - Goldbeck | - Hohenrode - Kohlenstädt - Krankenhagen - Möllenbeck - Schaumburg - Steinbergen | - Strücken - Uchtdorf - Todenmann - Volksen - Wennenkamp - Westendorf |

## Histoire
| Appartenances historiques Comté de Schaumbourg 1230-1640 Landgraviat de Hesse-Cassel 1640-1803 Électorat de Hesse 1803–1807 Royaume de Westphalie 1807–1813 Électorat de Hesse 1813–1866 Royaume de Prusse (Province de Hesse-Nassau) 1866–1918 République de Weimar 1918-1933 Reich allemand 1933-1945 Allemagne occupée 1945-1949 Allemagne 1949-présent |

Rinteln fut fondée vers 1150 sur la rive septentrionale de la Weser. En 1235, un établissement nommé Neu-Rinteln (« Nouveau Rinteln ») fut créé sur la rive méridionale : c'est ce village qui est à l'origine de l'agglomération actuelle, car la première implantation fut abandonnée en 1350 en raison d'une épidémie de peste.
La ville fut ensuite fortifiée et servit de place forte aux comtes propriétaires du château de Schaumbourg. Elle fut prise par les Suédois en 1633 et démantelée en 1807. 
Son université fut supprimée en 1809.

## Politique et administration

### Jumelages
- Kendal (Angleterre) (Royaume-Uni) depuis 1992
- Sławno (Pologne)

## Personnalité
- Wilhelm Theodor Oscar Casselmann (1820-1872), physicien et chimiste, né à Rinteln.